# Cicer mogoltavicum
Cicer mogoltavicum är en ärtväxtart som först beskrevs av Mikhail Grigoríevič Popov, och fick sitt nu gällande namn av A.S.Korol. Cicer mogoltavicum ingår i släktet kikärter, och familjen ärtväxter. Inga underarter finns listade i Catalogue of Life.